# Sancho VI van Navarra
Sancho VI Garcés van Navarra bijgenaamd de Wijze (21 april 1132 – Pamplona, 27 juni 1194) was van 1150 tot aan zijn dood koning van Navarra. Hij behoorde tot het Huis Jiménez.

## Levensloop
Hij was de zoon van koning García IV van Navarra en diens eerste gemalin Margaretha de l'Aigle. In 1150 volgde Sancho VI zijn overleden vader op als koning van Navarra.
Tijdens zijn regeerperiode was Navarra vaak verwikkeld in conflicten met het koninkrijk Castilië en het koninkrijk Aragon. Ook richtte hij meerdere kloosters op en was hij verantwoordelijk voor vele architecturale prestaties. Ook bracht hij Navarra in het toenmalige politieke systeem van Europa.
Sancho VI trachtte de grenzen van Navarra te herstellen, nadat ze door de verdragen van Tudején en Carríon fel gereduceerd werden. Deze verdragen had Sancho VI in het begin van zijn regeerperiode met Castilië en Aragon moeten afsluiten. Bij het akkoord van Soria erkende Sancho VI de gebieden die Castilië bemachtigd had, maar toch slaagde hij erin om koninklijke autoriteit op te bouwen door verschillende steden op te richten.
Hij had een zeer slechte band met graaf Raymond Berengarius IV van Barcelona, maar met diens zoon koning Alfons II van Aragón verdeelde Sancho VI in 1168 het veroverde gebied rond de stad Murcia. In 1190 dan weer ondertekenden Alfons II en Sancho VI in Borja een pact waarin ze wederzijdse militaire bescherming beloofden om zo de expansiedrang van het koninkrijk Castilië tegen te gaan. 
In juni 1194 overleed Sancho VI, waarna hij begraven werd in de kathedraal van Pamplona.

## Huwelijk en nakomelingen
In 1157 huwde Sancho VI met Sancha van Castilië, dochter van koning Alfons VII van León en Castilië. Ze kregen volgende kinderen:
- Berengaria (1165/1170 - 1230), huwde met koning Richard I van Engeland
- Sancho VII (1170 - 1234), koning van Navarra
- Blanca (1177 - 1229), huwde met graaf Theobald III van Champagne
- Ferdinand (overleden in 1207)
- Theresa
- Constance

## Voorouders
| Voorouders van Sancho VI van Navarra (1132-1194) | Voorouders van Sancho VI van Navarra (1132-1194)                  | Voorouders van Sancho VI van Navarra (1132-1194)                  | Voorouders van Sancho VI van Navarra (1132-1194)                  | Voorouders van Sancho VI van Navarra (1132-1194)                  | Voorouders van Sancho VI van Navarra (1132-1194)                  | Voorouders van Sancho VI van Navarra (1132-1194)                  | Voorouders van Sancho VI van Navarra (1132-1194)                  | Voorouders van Sancho VI van Navarra (1132-1194)                  |
| ------------------------------------------------ | ----------------------------------------------------------------- | ----------------------------------------------------------------- | ----------------------------------------------------------------- | ----------------------------------------------------------------- | ----------------------------------------------------------------- | ----------------------------------------------------------------- | ----------------------------------------------------------------- | ----------------------------------------------------------------- |
| Overgrootouders                                  | Sancho Garcés, heer van Uncastillo (1038-1083) ∞ Constanza (-)    | Sancho Garcés, heer van Uncastillo (1038-1083) ∞ Constanza (-)    | Rodrigo Díaz de Vivar (1040-1099) ∞ Jimena Díaz (1046-1116)       | Rodrigo Díaz de Vivar (1040-1099) ∞ Jimena Díaz (1046-1116)       | Rotrud II van Perche (-1080) ∞ Adelise van Domfront (-)           | Rotrud II van Perche (-1080) ∞ Adelise van Domfront (-)           | Hilduin IV van Montdidier (-1063) ∞ Alix de Roucy (1018-1062)     | Hilduin IV van Montdidier (-1063) ∞ Alix de Roucy (1018-1062)     |
| Grootouders                                      | Ramiro Sánchez (1070-1130) ∞ Cristina Rodríguez (1075-)           | Ramiro Sánchez (1070-1130) ∞ Cristina Rodríguez (1075-)           | Ramiro Sánchez (1070-1130) ∞ Cristina Rodríguez (1075-)           | Ramiro Sánchez (1070-1130) ∞ Cristina Rodríguez (1075-)           | Godfried II van Perche (-1100) ∞ Beatrix van Ramerupt (-1129)     | Godfried II van Perche (-1100) ∞ Beatrix van Ramerupt (-1129)     | Godfried II van Perche (-1100) ∞ Beatrix van Ramerupt (-1129)     | Godfried II van Perche (-1100) ∞ Beatrix van Ramerupt (-1129)     |
| Ouders                                           | García IV van Navarra (1112-1150) ∞ Margaretha de l'Aigle (-1141) | García IV van Navarra (1112-1150) ∞ Margaretha de l'Aigle (-1141) | García IV van Navarra (1112-1150) ∞ Margaretha de l'Aigle (-1141) | García IV van Navarra (1112-1150) ∞ Margaretha de l'Aigle (-1141) | García IV van Navarra (1112-1150) ∞ Margaretha de l'Aigle (-1141) | García IV van Navarra (1112-1150) ∞ Margaretha de l'Aigle (-1141) | García IV van Navarra (1112-1150) ∞ Margaretha de l'Aigle (-1141) | García IV van Navarra (1112-1150) ∞ Margaretha de l'Aigle (-1141) |